# Ruta Interbalnearia
Ruta Interbalnearia ili kraće Ruta IB je državna cesta u Urugvaju koja povezuje Montevideo i ljetovalište Puntu del Este uz obalu Atlantika.
Na svim zemljovidima i prometnim znakovima označava se samo s IB te prema zakonu nije posvećena nijednoj urugvajskoj povijesnoj ličnosti.
Ukupna duljina ceste od istoka prema zapadu iznosi 106,9 kilometara (66,4 milja). Nalazi se u vlasništvu Ministarstva prometa i javnih radova.
Nulti kilometar ceste nalazi se na Trgu Cagancha u četvrti (barrio) Centro u Montevideu.